# HMS Royal Oak (08)
El HMS Royal Oak fue un acorazado clase Revenge de la Marina Real británica. Botado en 1914 y completado en 1916, entró en acción por primera vez en la Batalla de Jutlandia. En tiempo de paz sirvió en el Atlántico y en las flotas del Mediterráneo y de las aguas territoriales británicas, siendo objeto de ataques accidentales en más de una ocasión. El barco atrajo la atención mundial cuando en 1928 sus oficiales de alto rango fueron sometidos a una corte marcial en un proceso muy controvertido. Los intentos de modernizar el Royal Oak a lo largo de sus veinticinco años de carrera no pudieron solucionar su falta de velocidad, y al inicio de la Segunda Guerra Mundial ya no estaba destinado en la primera línea de combate.
La noche del 14 de octubre de 1939 el acorazado estaba anclado en Scapa Flow, un fondeadero en las islas Orcadas, al norte de Escocia, cuando fue torpedeado y hundido por el submarino alemán U 47. De sus 1234 tripulantes, entre los que había muchos menores de edad, 833 murieron esa noche o a causa de sus heridas. La pérdida del viejo acorazado —el primero de los cinco acorazados y cruceros de batalla de la Marina Real británica hundidos en el transcurso de la Segunda Guerra Mundial— apenas afectó la superioridad numérica de la marina inglesa y sus aliados, pero el efecto sobre la moral en tiempo de guerra fue considerable. El ataque convirtió inmediatamente en una celebridad y un héroe de guerra en Alemania al comandante del U-boot, capitán de corbeta Günther Prien, que fue el primer oficial de submarino de la Kriegsmarine en ser galardonado con la Cruz de Caballero de la Cruz de Hierro. Para los británicos, el ataque al Royal Oak demostró que los alemanes eran capaces de llevar la guerra naval a sus propias aguas, y la impresión causada tuvo como efecto inmediato el refuerzo de la seguridad portuaria.
El acorazado reposa en la actualidad a unos treinta metros de profundidad, casi dado la vuelta, y con su casco a solo cinco metros de la superficie. Los restos del Royal Oak están declarados cementerio de guerra, y en una ceremonia anual para recordar la pérdida, buzos de la Marina Real colocan su bandera oficial, el Pabellón Blanco o enseña de San Jorge, sobre la popa sumergida del buque. El buceo entre los restos del pecio está totalmente prohibido a submarinistas no autorizados.

## Construcción

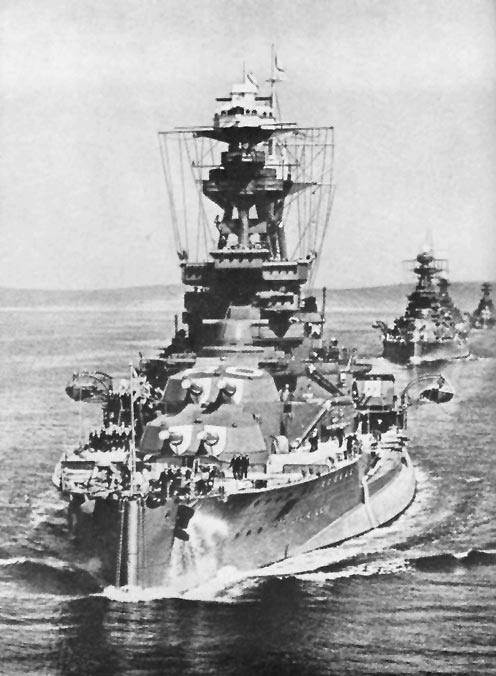
El Royal Oak visto por proa.

La clase Revenge a que pertenecía el Royal Oak fue ordenada entre 1913 y 1914 y estuvo compuesta por otros cuatro acorazados: Ramillies, Resolution, Revenge y Royal Sovereign. Esta clase pretendía ser una versión impulsada por carbón más barata, y también más pequeña y lenta, que los súper acorazados clase Queen Elizabeth impulsados por fueloil. El diseño, aparentemente un paso atrás tecnológico, fue en parte una respuesta ante los temores de que una dependencia del petróleo, que era importado en su mayor parte, pudiera dejar paralizada a esta clase en caso de un bloqueo marítimo. El carbón de alta calidad, por otra parte, se encontraba en abundancia, y los suministros domésticos estarían garantizados. Además, en contraste con el «Escuadrón rápido» Queen Elizabeth, los clase Revenge estaban destinados a ser los buques más pesadamente artillados de la línea de batalla. El Royal Oak y sus buques hermanos fueron los primeros grandes navíos de la Marina Real cuyo diseño fue supervisado por el recién nombrado Director de Construcción Naval, sir Eustace Tennyson d'Eyncourt.
El Royal Oak, cuarto acorazado de su clase, fue puesto en grada en los astilleros HMNB Devonport el 15 de enero de 1914. Preocupados por las limitaciones de rendimiento del carbón y, habiendo asegurado el suministro de petróleo con un nuevo contrato con la Anglo-Persian Oil Company, el Primer Lord del Mar Jackie Fisher rescindió la decisión del uso del carbón en octubre de 1914. Todavía en construcción, el Royal Oak fue rediseñado para incorporar un sistema de propulsión compuesto por 18 calderas Yarrow de fuel y cuatro turbinas de vapor Parsons, conducidas directamente a cuatro hélices de tres palas de 2,9 m. El acorazado fue botado el 17 de noviembre de ese año y, después de su acondicionamiento, fue puesto en servicio el 1 de mayo de 1916 con un coste final de 2 468 269 £. Nombrado en honor del roble en que Carlos II de Inglaterra se escondió tras su derrota en la Batalla de Worcester en 1651, fue el octavo buque de la Marina Real Británica en llevar ese nombre y sustituyó a un pre-dreadnought desguazado en 1914. Mientras era construido se le asignó temporalmente el número 67.

### Remodelación

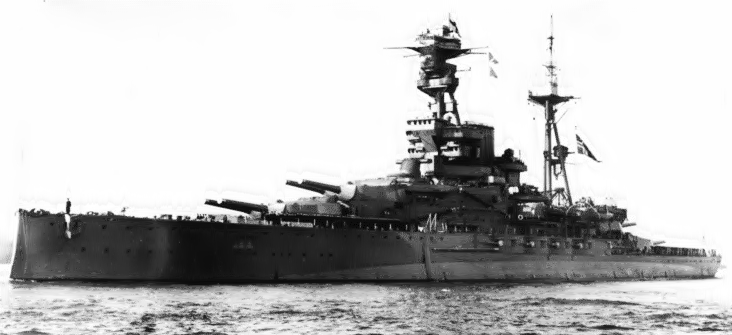
El Royal Oak tras la remodelación de 1924.

El Royal Oak fue remodelado entre 1922 y 1924. Su defensa antiaérea fue actualizada con la sustitución de sus cañones QF AA de 76 mm por unos QF de 100 mm montados sobre soportes de ángulo alto y se modernizaron los sistemas de dirección de tiro y los telémetros para las baterías principales y secundarias. La protección bajo el agua se mejoró con bulgues antitorpedo a ambos lados del casco de la nave, unas cámaras estancas diseñadas para reducir el efecto de las explosiones de los torpedos y mejorar la estabilidad, aunque al mismo tiempo ampliaron la manga de la nave en más de cuatro metros.
En otra breve reforma en la primavera de 1927 se le añadieron dos cañones antiaéreos de 100 mm y alto ángulo y se le retiraron los dos de 150 mm del refugio de cubierta. El acorazado recibió su última actualización entre 1934 y 1936, cuando su blindaje de cubierta fue engrosado 127 mm sobre el polvorín y 89 mm sobre la sala de máquinas. Además de una modernización general de los sistemas de la nave, se instaló una catapulta para un hidroavión de observación y las defensas antiaéreas fueron reforzadas duplicando cada uno de los cañones AA de 100 mm y añadiendo un par de cañones QF Mark VIII pompom en dos montajes óctuples. El palo mayor fue reconstruido con forma de trípode para soportar el peso de una sala de búsqueda por radiodirección y una segunda estación de control de ángulo alto. El blindaje adicional y los añadidos hicieron del Royal Oak uno de los buques mejor equipados de su clase, pero el peso adicional redujo su velocidad varios nudos.

## Historial

### Primera Guerra Mundial

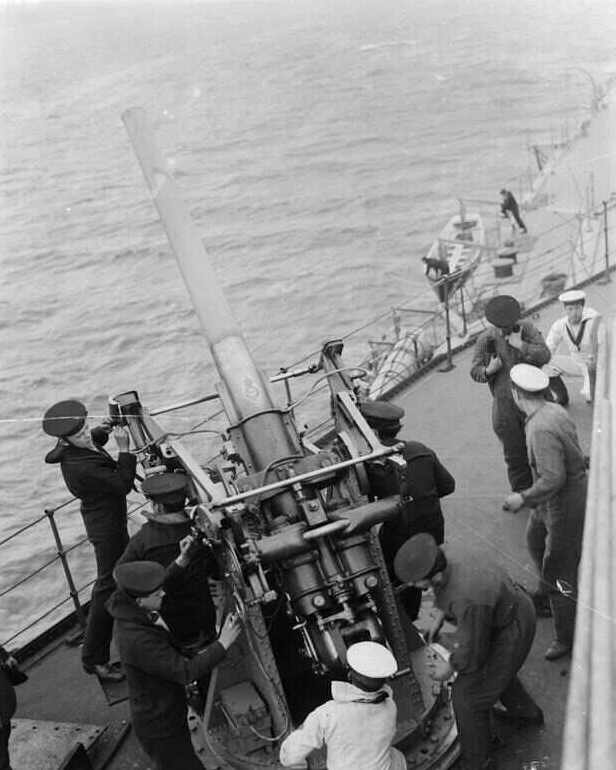
Cañón de artillería antiaérea del Royal Oak.

El Royal Oak entró en servicio cuando ya se habían cumplido casi dos años desde el inicio de la Gran Guerra. Fue asignado a la Tercera División del Cuarto Escuadrón de Batalla de la Gran Flota británica, y en el mismo mes en que fue comisionado se le ordenó, junto con el resto de la Flota, enfrentarse a la Flota de Alta Mar alemana comandada por Reinhard Scheer en la batalla de Jutlandia. Bajo el comando del capitán Crawford Maclachlan, el Royal Oak salió de Scapa Flow en la noche del 30 de mayo en compañía de los acorazados Superb, Canada e Iron Duke, el buque insignia del almirante John Jellicoe. En la indecisa batalla del día siguiente el Royal Oak disparó un total de 38 proyectiles de 381 mm y 84 de 150 mm, reclamando tres impactos en el crucero de batalla alemán SMS Derfflinger, dejando fuera de servicio una de sus torretas, y otro impacto más en el crucero SMS Wiesbaden. No sufrió daños propios a pesar de ser atravesado por fuego de artillería en una ocasión.
Después de la batalla fue reasignado al Primer Escuadrón de Batalla. El 5 de noviembre de 1918 —la última semana de la Primera Guerra Mundial— echó anclas en Burntisland, en el Fiordo de Forth, acompañado por el portahidroaviones HMS Campania —ganador de una Banda Azul para la Cunard Line antes de ser reconvertido para su uso en la guerra— y el crucero de batalla Glorious. Una repentina tormenta de fuerza 10 provocó el arrastre del ancla del Campania, que chocó contra el Royal Oak primero y con el Glorious después. El Royal Oak y el Glorious sufrieron daños menores, pero en el Campania se inundó la sala de máquinas, escorándose a popa y hundiéndose cinco horas después, aunque sin pérdida de vidas.
Al final de la Primera Guerra Mundial el Royal Oak escoltó varios navíos de la derrotada Flota de Alta Mar alemana desde el fiordo de Forth hasta su internamiento en Scapa Flow, y estuvo presente en una ceremonia en el fiordo Pentland, un estrecho que separa las islas Orcadas de Escocia, para recibir a otros buques.

### Período de entreguerras

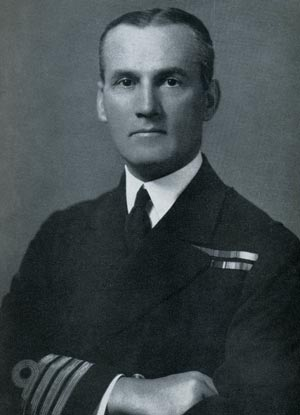
El capitán Kenneth Dewar, sometido a corte marcial en 1928.

La reorganización de la Marina Real en tiempos de paz asignó al Royal Oak al Segundo escuadrón de acorazados de la Flota del Atlántico. Modernizado durante el reacondicionamiento de 1922-24, en 1926 fue transferido a la Flota del Mediterráneo, con base en el Gran Puerto de Malta. A principios de 1928 tuvo lugar el incidente conocido en la prensa coetánea como «Motín del Royal Oak»; su origen fue una simple disputa entre el contraalmirante Bernard Collard y dos oficiales de alto rango del Royal Oak, capitán Kenneth Dewar y comandante Henry Daniel, sobre el supuesto caos que organizó la orquesta de una fiesta en la sala de oficiales del barco, y que derivó en una amarga desavenencia personal que duró varios meses. Dewar y Daniel acusaron a Collard de «vengativo con la manía de criticar», además de abiertamente insultante y humillante con ellos ante sus oficiales; Collard les recriminó no seguir las órdenes y tratarlo a él «peor que a un simple guardiamarina». Cuando Dewar y Daniel escribieron cartas de queja al superior de Collard, el vicealmirante John Kelly, este inmediatamente los pasó al comandante en jefe, almirante Sir Roger Keyes. Al darse cuenta de que la relación entre los dos oficiales y su superior se había roto irremediablemente, Keyes los relevó de sus puestos y los envió a Inglaterra, posponiendo un importante ejercicio naval. La prensa se hizo eco de la noticia, describiendo el asunto como un verdadero «motín». La atención pública alcanzó tal cota que el mismo rey Jorge V convocó al Primer Lord del Almirantazgo, William Bridgeman, para exigir una explicación.
Por sus cartas de queja Dewar y Daniel fueron acusados de escribir documentos subversivos, lo que causó controversia en la opinión pública británica. En dos cortes marciales muy publicitadas, ambos fueron declarados culpables y severamente reprendidos, lo que llevó a Daniel a dimitir de la Marina. El mismo Collard fue criticado por la prensa y por el Parlamento del Reino Unido por los excesos de su conducta, y al ser denunciado por Bridgeman como un «inepto para ostentar alto mando», fue retirado por la fuerza del servicio. De los tres, solo Dewar continuó con su carrera en la Marina, aunque sufrió las consecuencias, pues lo mantuvieron en mandos menores y fue ascendido a contraalmirante al año siguiente, cuando solo le restaba uno para la jubilación. Daniel intentó hacer carrera en el periodismo, pero cuando esta y otras empresas no tuvieron éxito, desapareció en Sudáfrica enfermo y pobre. Collard se retiró a la vida privada y nunca habló del incidente públicamente.
El escándalo resultó ser una vergüenza para la reputación de la Marina Real, pues siendo la más grande del mundo, fue satirizada dentro y fuera de su país en periódicos, caricaturas e incluso en un oratorio cómico de jazz compuesto por Erwin Schulhoff. Consecuencia del daño de este asunto fue un compromiso del Almirantazgo Británico para revisar los procedimientos con que los oficiales navales podían quejarse y presentar denuncias contra la conducta de sus superiores.

### Guerra civil española

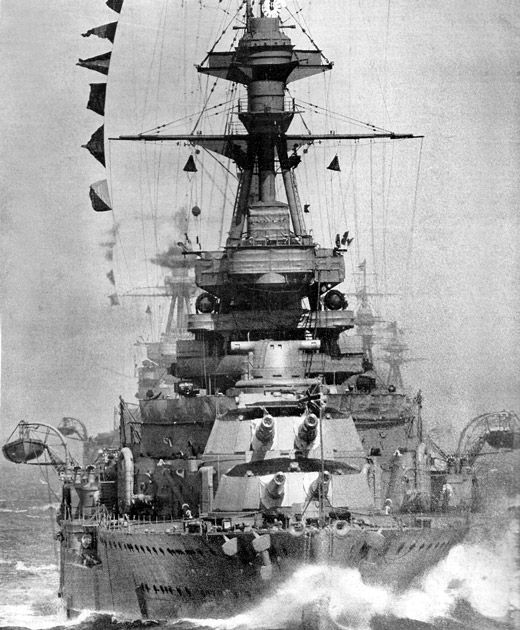
El Royal Oak durante unas maniobras en 1928.

Durante la guerra civil española el Royal Oak estuvo encargado de llevar a cabo «patrullas de no-intervención» alrededor de la península ibérica. En una de esas patrullas, navegando a treinta millas náuticas al este de Gibraltar el 2 de febrero de 1937, el acorazado fue objeto de un ataque aéreo por parte de tres aviones de las fuerzas Republicanas. Cayeron tres bombas, dos de las cuales explotaron, a tres cables —555 metros— a estribor de proa, aunque sin causar daños. El encargado de negocios británico protestó por el incidente ante el gobierno republicano, que admitió el error y pidió disculpas. El 27 de ese mismo mes, mientras se encontraba en alta mar frente a Valencia y se desarrollaba un bombardeo aéreo de los sublevados, fue accidentalmente impactado por un proyectil antiaéreo disparado desde posiciones republicanas. Cinco tripulantes resultaron heridos, incluido el capitán T.B. Drew. En esta ocasión, sin embargo, los británicos optaron por no protestar al considerar el incidente un acto fortuito. En mayo de 1937 el Royal Oak y el HMS Forester escoltaron al vapor Habana, un buque de línea que transportaba niños refugiados vascos a Inglaterra. En julio, cuando la guerra en el norte de España se recrudeció, el acorazado y el HMS Resolution rescataron el vapor Gordonia cuando barcos de guerra del bando sublevado intentaron capturarlo cerca de Santander. Sin embargo, el 14 de julio el Royal Oak no pudo evitar la incautación del carguero británico Molton por el crucero sublevado Almirante Cervera cuando trataba de entrar en el puerto de Santander. Estos buques mercantes habían participado en la evacuación de refugiados.
En esta misma época el Royal Oak apareció, junto con otros catorce navíos de la Marina Real, en una producción cinematográfica. Se trataba de un melodrama británico de 1937 titulado Our Fighting Navy, dirigido por Norman Walker y cuya trama se centraba en un golpe de Estado en la ficticia república sudamericana de Bianco. El Royal Oak aparecía en el filme como el acorazado rebelde El Mirante, cuyo comandante forzaba a un capitán británico a elegir entre su amante y su deber. La película recibió malas críticas, pero fue elogiada por sus dramáticas escenas de acción naval.

### Segunda Guerra Mundial

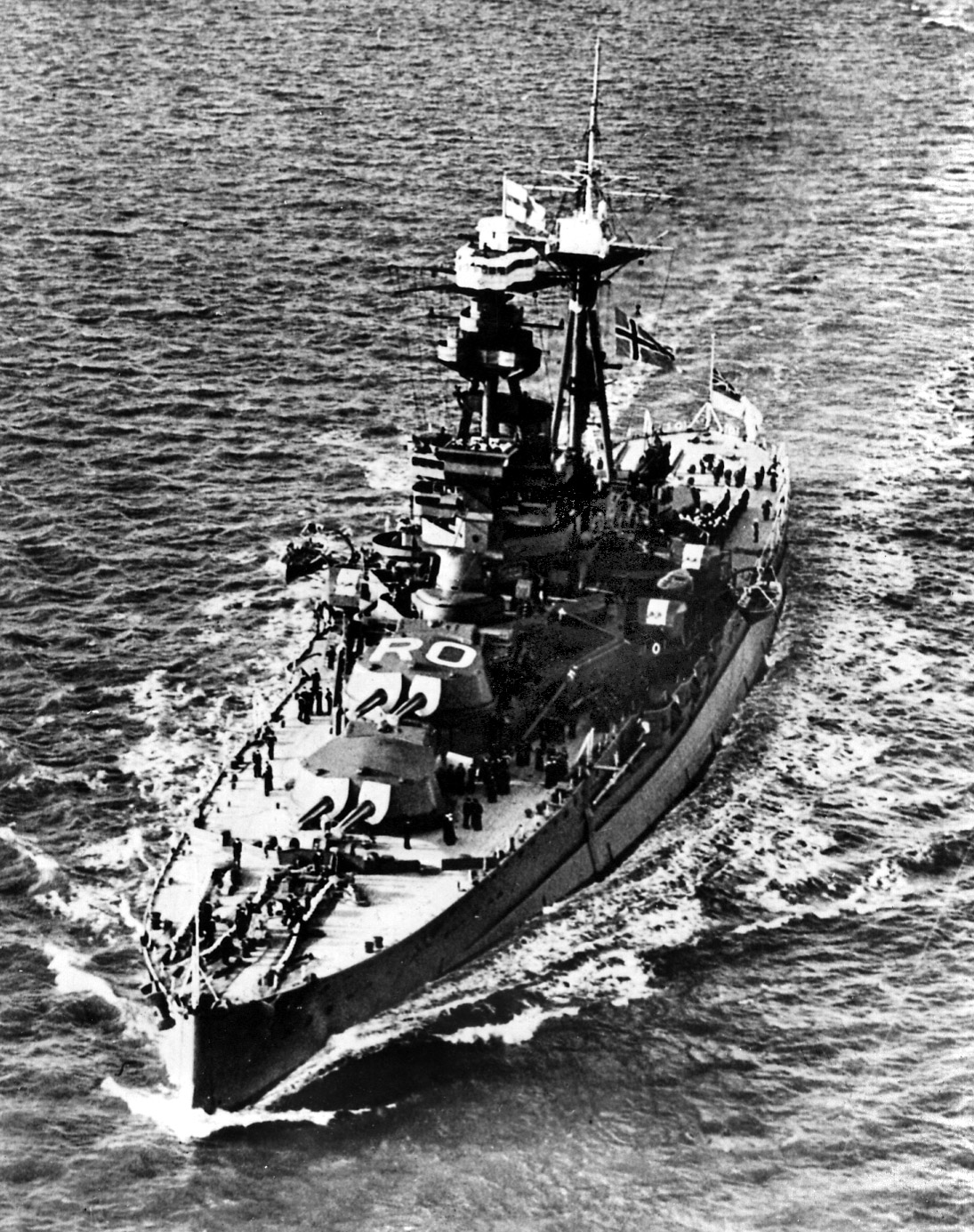
El Royal Oak durante el traslado del cuerpo de la reina Maud, motivo por el que enarbola a media asta la bandera de Noruega.

En 1938 el Royal Oak regresó a la Home Fleet y fue nombrado buque insignia del Segundo Escuadrón de Acorazados, con base en Portsmouth. Puesto fuera de servicio en la flota en diciembre de 1938, fue reasignado en junio del año siguiente. A finales del verano de 1939 comenzó un corto crucero de entrenamiento en el Canal de la Mancha en preparación para otro de treinta meses en el Mediterráneo, para el cual su tripulación fue dotada por anticipado con uniformes tropicales. El 24 de noviembre de ese año el Royal Oak llevó el cuerpo de la fallecida reina Maud de Noruega, que había muerto en Londres, a un funeral de Estado en Oslo, acompañada de su marido el rey Haakon VII de Noruega.
Como las hostilidades con la Alemania de Adolf Hitler se preveían, el acorazado fue enviado a Scapa Flow, donde se encontraba fondeado cuando se declaró la guerra el 3 de septiembre de 1939. En octubre el Royal Oak se unió a la búsqueda del acorazado alemán Gneisenau, que había sido enviado al mar del Norte para actuar de distracción para los británicos mientras los acorazados de bolsillo Deutschland y Admiral Graf Spee atacaban buques mercantes aliados. La búsqueda fue infructuosa en última instancia, particularmente para el Royal Oak, pues su velocidad máxima escasamente alcanzaba los 20 nudos y era insuficiente para mantener el mismo ritmo que el resto de la flota. El 12 de octubre el Royal Oak retornó a Scapa Flow en mal estado tras haber sufrido las tormentas del océano Atlántico: muchos de los botes salvavidas habían sido dañados y diversas armas de menor calibre habían quedado inservibles. La misión había evidenciado la obsolescencia del viejo acorazado, que ya sumaba veinticinco años. Preocupados porque un reciente sobrevuelo de aviones alemanes anunciase un ataque aéreo a Scapa Flow, el almirante de la Home Fleet Charles Forbes ordenó a la mayor parte de la flota dispersarse por puertos más seguros. El Royal Oak, sin embargo, permaneció allí, pues se pensó que sus armas antiaéreas serían útiles para reforzar las escasas defensas de este fondeadero de la Marina Real en las islas Orcadas.

## Hundimiento

### Scapa Flow

Mapa de Scapa Flow.

Scapa Flow es un lugar ideal de anclaje. Situado en el centro del archipiélago de las islas Orcadas, al norte de Escocia, es un puerto natural lo suficientemente grande como para contener a toda la Gran Flota británica. Asimismo, está rodeado de un anillo de islas separadas por canales poco profundos sujetos a mareas muy rápidas. La amenaza de los submarinos ya había sido advertida, y por ello en la Primera Guerra Mundial se habían dispuesto una serie de contramedidas, que entonces consistieron en el hundimiento de barcos en pasos críticos y en la creación de barreras flotantes que bloqueaban el paso por los tres canales más anchos. Aprovechando la entrada de barcos amigos, que se realizaba con el apoyo de remolcadores, se consideró posible —aunque muy improbable— que un audaz comandante de submarino intentara penetrar en el fondeadero sin ser detectado antes de que fuera cerrada la barrera flotante. Dos submarinos ya habían intentado la infiltración en tiempo de guerra y habían fracasado: el 23 de noviembre de 1914 el U 18 encalló y su tripulación fue capturada, mientras que el 28 de octubre de 1918 el UB 116 fue detectado por hidrófonos y destruido con toda su tripulación a bordo.
Scapa Flow fue el lugar de anclaje principal para la Gran Flota británica durante la mayor parte de la Primera Guerra Mundial, aunque en el período de entreguerras esta función fue trasladada al puerto de Rosyth, en el Fiordo de Forth. Scapa Flow recuperó su importancia con la Segunda Guerra Mundial, convirtiéndose de nuevo en importante base para los barcos de la Home Fleet. Sus defensas naturales y artificiales, aun siendo considerables, necesitaban reforzarse, por lo que en las primeras semanas de la Segunda Guerra Mundial estaban en proceso de mejora con la disposición de más barcos de bloqueo.

### Operación Especial P: la incursión delU 47
El comandante de submarinos de la Kriegsmarine Karl Dönitz diseñó un plan para un ataque de submarinos a Scapa Flow en los primeros días de la guerra. El objetivo sería doble: en primer lugar, alejar la Home Fleet inglesa de Scapa Flow permitiría aflojar el bloqueo marítimo británico en el mar del Norte y así facilitar a los buques alemanes atacar los convoyes del Atlántico; en segundo lugar sería un acto simbólico de venganza en el mismo lugar en que fue echada a pique la rendida Flota de Alta Mar alemana el 21 de junio de 1919, tras la Primera Guerra Mundial. Dönitz eligió al teniente Günther Prien para la arriesgada incursión, que fue programada para la noche del 13 al 14 de octubre de 1939, cuando la marea sería alta y no habría luna. Dönitz se sirvió de fotografías de alta calidad tomadas durante un reciente reconocimiento aéreo, que revelaban las debilidades de las defensas y la abundancia de objetivos. Dirigió a Prien para que entrara en Scapa Flow desde el este a través del estrecho Kirk, pasando al norte de Lamb Holm, un pequeño islote entre las islas Burray y Mainland.
Inicialmente Prien confundió el más sureño estrecho Skerry como la ruta correcta, y la súbita comprensión de que el U 47 se dirigía a un paso bajo bloqueado le obligó a virar con rapidez al noreste. En la superficie, iluminado por el brillo de la aurora boreal, el submarino pasó entre los barcos hundidos para bloqueo Seriano y Numidian y se enredó momentáneamente en unos cables del Seriano. Fue iluminado por los faros de un taxi, pero su conductor no dio alarma. A las 00:27 del 14 de octubre, Prien había conseguido infiltrarse en el puerto correcto y anotó un triunfal Wir sind in Scapa Flow!!! —¡¡¡Estamos en Scapa Flow!!!— en su cuaderno de bitácora. Fijó rumbo suroeste durante algunos kilómetros antes de invertir su dirección. Para su sorpresa, el fondeadero aparecía casi vacío, pues desconocía la orden del almirante Charles Forbes para que los buques se dispersaran por puertos más seguros. El U 47 se había dirigido hacia cuatro buques de guerra, incluyendo el recientemente comisionado crucero ligero Belfast, anclado en alta mar a 4 millas náuticas de las islas Flotta y Hoy, pero Prien al parecer no se percató de su presencia.

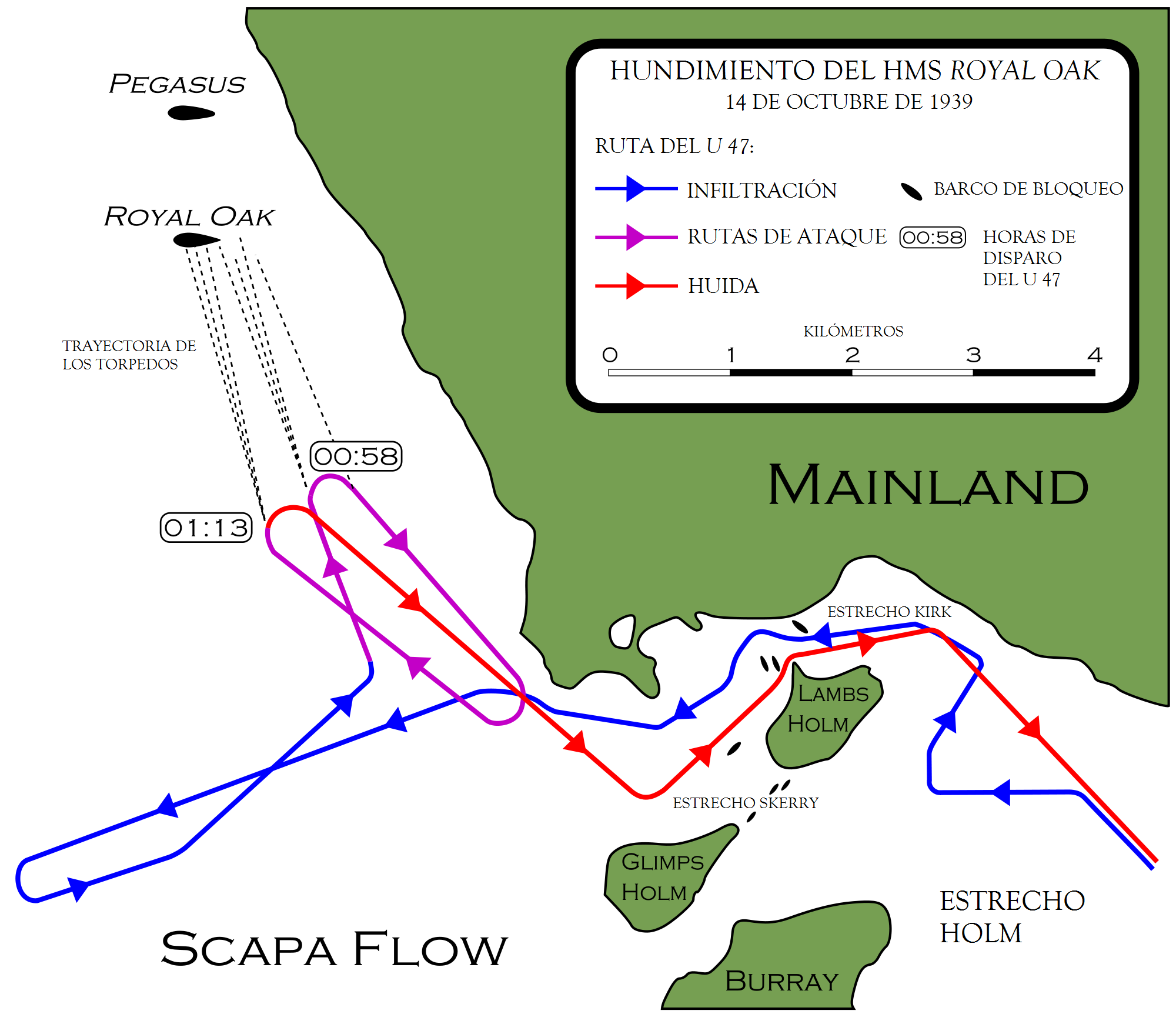
Mapa que detalla la infiltración del U 47 en Scapa Flow.

En la dirección opuesta, un vigía en el puente del submarino divisó al Royal Oak a unos 4 km al norte, correctamente identificado como un navío clase Revenge. Parcialmente escondido tras él había una segunda nave, pero solo su proa era visible desde el U 47. Prien lo confundió con un crucero de batalla clase Renown, y luego la inteligencia alemana lo etiquetó como HMS Repulse. En realidad se trataba del portahidroaviones HMS Pegasus.
A las 00:58 el U 47 disparó una salva de tres torpedos. Dos erraron el objetivo, pero el otro impactó en la proa del Royal Oak, sacudiendo el acorazado y despertando a su tripulación. Recibió pocos daños visibles, aunque el ancla de estribor se rompió y repiqueteó ruidosamente. Inicialmente se sospechó que se había producido una explosión en el almacén de inflamables de proa, usado para materiales como el queroseno. Conscientes de la explosión inexplicable que había hundido el HMS Vanguard en Scapa Flow en 1917, se hizo un anuncio por la megafonía del Royal Oak para revisar la temperatura del almacén. Muchos marineros volvieron a sus hamacas, inconscientes de que el acorazado estaba siendo atacado.
Prien hizo dar la vuelta al submarino y disparó un cuarto torpedo con el tubo lanzatorpedos de popa, pero también se perdió. Recargó los tubos de proa y disparó una nueva salva de tres torpedos, todos contra el Royal Oak. Y esta vez tuvo éxito: todos impactaron en el centro del buque en rápida sucesión y detonaron. Las explosiones destrozaron la cubierta blindada y causaron el corte de la energía eléctrica. El almacén comenzó a arder y una bola de fuego se expandió rápidamente por todos los espacios internos del buque. El Royal Oak enseguida se escoró 15°, suficiente para sumergir los ojos de buey de estribor. Pronto escoró 45° sobre un lateral, permaneciendo así varios minutos antes de hundirse para siempre a la 01:29, solo trece minutos después del segundo ataque de Prien. 833 tripulantes murieron, incluido el contralmirante Henry Blagrove, comandante de la Segunda División de Acorazados. Entre los fallecidos había más de un centenar de jóvenes marineros que no habían cumplido 18 años, la mayor pérdida en una sola acción en la historia de la Marina Real.

### Intentos de rescate
| HORA  | DE   | A    | MENSAJE |
| ----- | ---- | ---- | --- |
| 02:00 | ACOS | ALMI | Royal Oak hundido en Scapa Flow, series de explosiones.                                                             |
| 02:11 | ACOS | ALMI | No hay detalles disponibles todavía.                                                                                |
| 05:06 | ALMI | ACOS | ¿Puede ser definitivo que el ataque no se deba a aeronaves enemigas?                                                |
| 06:20 | ACOS | ALMI | Sí. |
| 07:04 | ALMI | ACOS | No se hace referencia al Royal Oak en un lenguaje sencillo hasta nueva orden. Esto incluye lista de supervivientes. |

El bote Daisy 2, patroneado por el voluntario de la Real Reserva Naval John Gatt, había sido amarrado esa misma noche al lado del Royal Oak. Cuando el acorazado comenzó a hundirse, Gatt ordenó soltar las amarras del Daisy 2 para evitar que se hundiera con él.
Muchos de los tripulantes del acorazado que consiguieron saltar al mar estaban vestidos con poco más que su ropa de dormir, por lo que no estaban preparados para resistir en las heladas aguas del mar. Además, una gruesa capa de combustible del barco cubrió la superficie del agua, llenando los pulmones y estómagos de los marineros caídos al mar y dificultando sobremanera sus esfuerzos para mantenerse a flote. De los que intentaron nadar los 800 metros que los separaban de la orilla más cercana, solo unos pocos lo lograron. Gatt encendió las luces del Daisy 2 y se lanzó al rescate de los supervivientes. Él y sus hombres consiguieron rescatar 386 marineros del Royal Oak, incluyendo su capitán William Benn. Los intentos de rescate continuaron dos horas y media más, hasta las 04:00 de la madrugada, cuando Gatt abandonó la búsqueda de supervivientes. Aunque vinieron botes salvavidas desde el Pegasus y desde el propio puerto, él fue el responsable del salvamento de la mayoría de los supervivientes, acto por el que fue galardonado con la Cruz de los Servicios Distinguidos. Fue la única condecoración otorgada a un militar británico relacionado con este suceso.

## Repercusiones

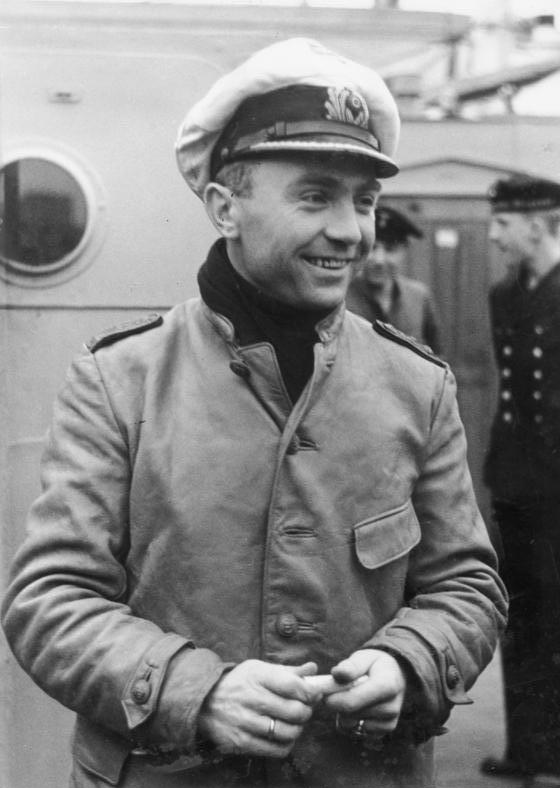
Günther Prien, comandante del U 47, en 1940.

Los británicos no tuvieron claro en un principio las causas del desastre, suponiendo que el hundimiento se debía desde una explosión a bordo hasta un ataque aéreo. En cuanto pareció quedar claro que el ataque submarino era la explicación más plausible, se comenzaron a tomar medidas para cerrar el fondeadero pero el U 47 ya había escapado y estaba de camino a Alemania. La BBC publicó la noticia del hundimiento a última hora de la mañana del día 14, y sus emisiones fueron captadas por los servicios de inteligencia alemanes y por el propio U 47. Los buzos enviados la misma mañana del día 14 descubrieron restos de un torpedo alemán, confirmando los medios del ataque. El día 17 el Primer Lord del Almirantazgo Winston Churchill anunció oficialmente la pérdida del Royal Oak a la Cámara de los Comunes del Reino Unido, reconociendo en primer lugar que tal acción había sido «una extraordinaria hazaña de capacidad profesional y audacia», pero declarando después que tal pérdida no afectaría materialmente al balance de poder naval. Una Junta de Investigación del Almirantazgo convocada entre el 18 y el 24 de octubre debería aclarar las circunstancias del acto. Mientras tanto, a los buques de la Home Fleet se les ordenó permanecer en puertos seguros hasta que se pudieran abordar los problemas de seguridad en el fondeadero de Scapa. Churchill se vio obligado a responder en la Cámara por qué el Royal Oak tenía embarcados tantos menores de edad, de los que casi todos perdieron la vida. Defendió la tradición de la Marina Real de embarcar jóvenes de entre 15 y 17 años, pero tal práctica fue paulatinamente suspendida poco después de esta catástrofe y solo bajo circunstancias excepcionales los menores sirvieron en buques de guerra activos.
El Ministerio de Propaganda Nazi se apresuró a aprovechar la exitosa incursión de su submarino, y las emisiones por radio del popular periodista Hans Fritzsche se encargaron de difundir la gesta por toda Alemania. Günther Prien y su tripulación arribaron al puerto de Wilhelmshaven el día 17 a las 11:44 y fueron inmediatamente recibidos como héroes al saberse que el capitán había sido galardonado con la Cruz de Hierro de Primera Clase y el resto de su tripulación con la Cruz de Hierro de Segunda Clase. Adolf Hitler envió su avión personal para trasladarlos a todos a Berlín, donde Prien recibió su condecoración. Esta distinción, otorgada en Alemania por vez primera a un oficial de submarino, se convertiría con el transcurso de la guerra en un elemento decorativo común de los comandantes de éxito de U-boot. Karl Dönitz, por su parte, fue premiado con el ascenso de comodoro a contraalmirante y fue nombrado Oficial Jefe de los U-boots.

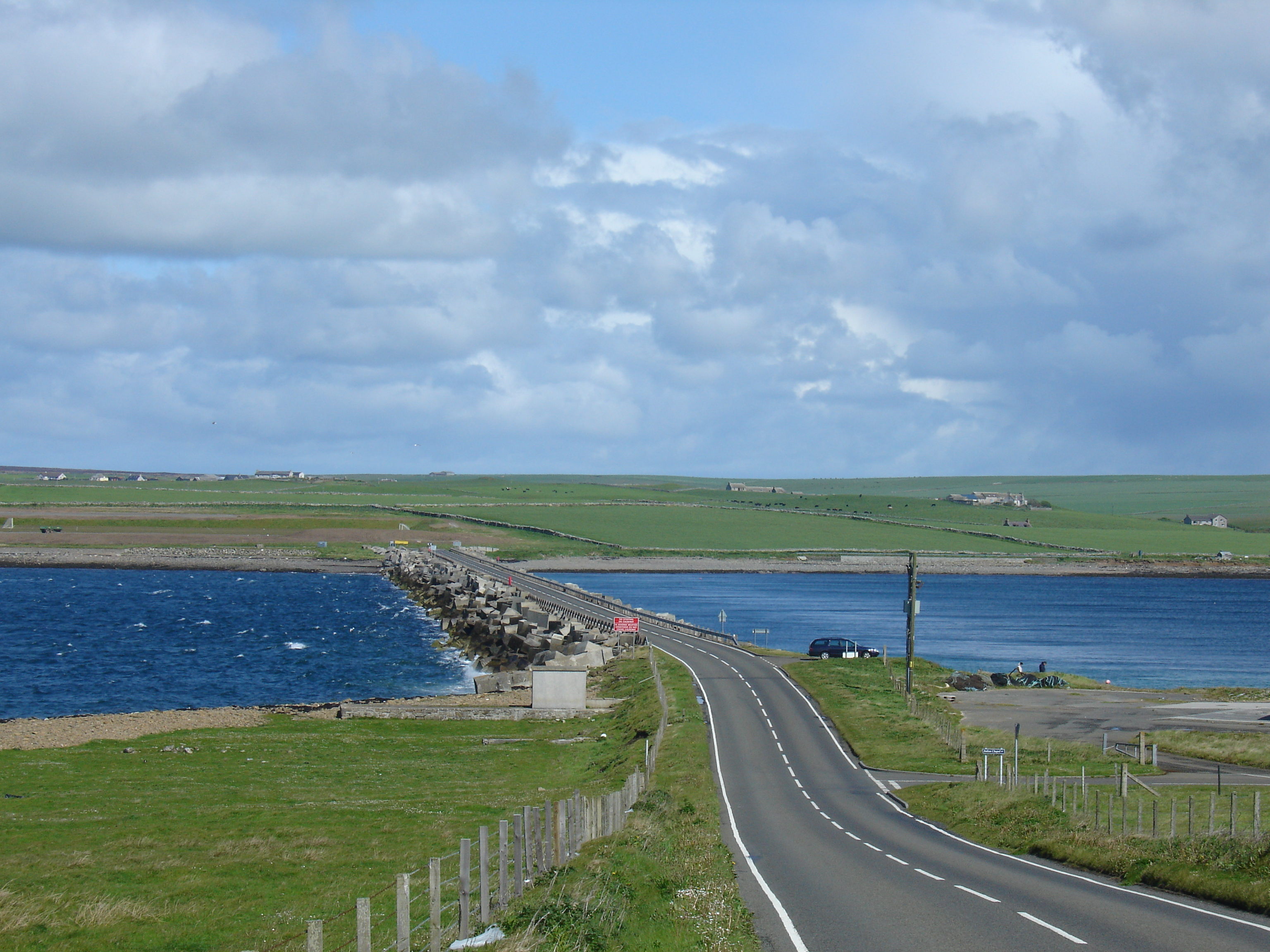
Lugar por el que Prien entró en Scapa Flow, hoy cerrado por la barrera que ordenó construir Churchill.

Prien fue apodado «El toro de Scapa Flow» y su tripulación decoró la torreta del U 47 con una mascota de toro bufando, símbolo que acabaría siendo el de toda la 7ª Flotilla de U-boot. El capitán fue requerido para entrevistas de radio y prensa, y su «autobiografía» fue publicada al año siguiente con el título de Mein Weg nach Scapa Flow —Mi camino a Scapa Flow—. El libro, obra de un escritor fantasma que se dedicaba al periodismo en Alemania, fue puesto en duda en los años de la posguerra por la discutible veracidad de los hechos de octubre de 1939 que narraba.
El informe oficial del Almirantazgo Británico condenó las defensas de Scapa Flow y denunció la falta de preparación por parte de Sir Wilfred French, almirante al mando de las islas Shetland y Orcadas. French fue colocado en la lista de retirados, y ello a pesar de que el verano anterior había advertido de las deficientes defensas antisubmarino de Scapa Flow, prestándose voluntario para sortear los barcos de bloqueo con un pequeño navío o submarino y confirmar así este extremo. Por orden de Churchill, los accesos orientales de Scapa fueron cerrados con carreteras de hormigón uniendo las islas Lamb Holm, Glimps Holm, Burray y South Ronaldsay a Mainland. Construidas en gran parte con prisioneros de guerra italianos, las barreras de Churchill fueron completadas, como él mismo dio a conocer, en septiembre de 1944, aunque no se abrieron oficialmente hasta el Día de la Victoria en Europa, en mayo de 1945. En la actualidad estas carreteras forman parte de la infraestructura vial de las islas Orcadas, en concreto la carretera A961 que discurre entre las islas.
Años después circuló el rumor de que Prien había sido guiado hasta el fondeadero de Scapa por un tal Alfred Wehring, un agente alemán que vivía en las Orcadas haciéndose pasar por un relojero suizo llamado Albert Oertel. Tras el ataque «Oertel» escapó con el submarino B-06 a Alemania. Esta versión de los hechos fue originada por un artículo del periodista Curt Riess del 16 de mayo de 1942 publicado en la revista norteamericana Saturday Evening Post, y fue embellecida por otros autores. Las indagaciones de la posguerra en archivos alemanes y en las Orcadas no han encontrado ninguna evidencia de la existencia de Oertel, Wehring o un submarino llamado B 06, por lo que en la actualidad la historia es considerada totalmente ficticia.

### Supervivientes

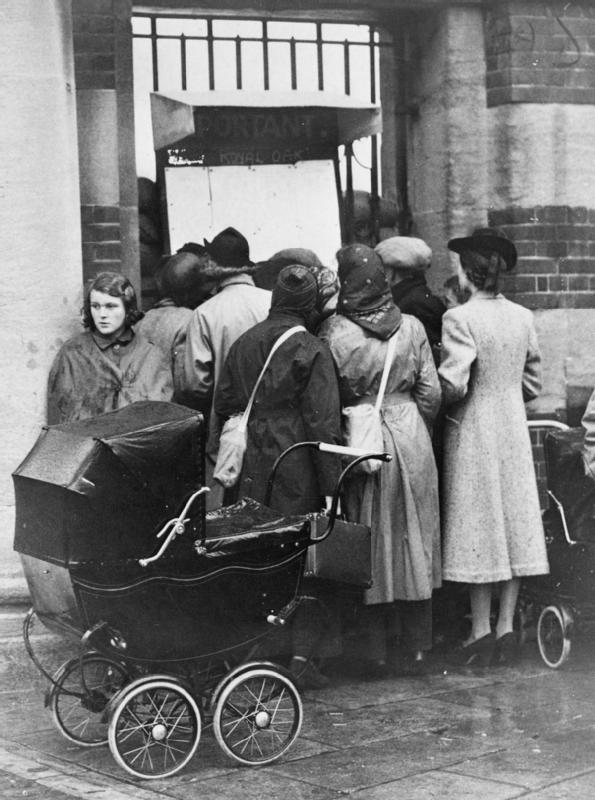
Familiares leyendo la lista de supervivientes del Royal Oak.

Inmediatamente después del hundimiento, los supervivientes del Royal Oak fueron alojados en diversos pueblos y villas de las Orcadas. El 16 de octubre se celebró un desfile fúnebre en Lyness al que muchos supervivientes asistieron vestidos con ropa prestada y zapatillas de deporte, pues habían perdido sus enseres con el barco. La armada les concedió a todos unos días de permiso antes de asignarlos a otros buques y puestos. El Secretario Honorario de la Asociación Royal Oak es Kenneth Toop, que fue tripulante del Royal Oak y sobrevivió a su hundimiento. Los supervivientes y descendientes de los tripulantes celebran una ceremonia anual de recuerdo en el aniversario de la tragedia en el Naval War Memorial, en Southsea.
El propio Günther Prien no sobrevivió a la guerra, pues él y el U 47 desaparecieron en circunstancias desconocidas el 7 de marzo de 1941 en algún punto del Atlántico Norte, posiblemente por el ataque del destructor británico HMS Wolverine. La noticia de su pérdida fue mantenida en secreto por el gobierno Nazi durante diez semanas.Algunos de los que fueron tripulantes del U 47 durante la misión contra el Royal Oak, pues fueron transferidos a otras naves antes de la desaparición del submarino. Algunos se reunieron después con sus antiguos enemigos del Royal Oak y entablaron amistad con ellos.
Kenneth Toop, que sobrevivió al hundimiento mientras servía de niño en primera clase en el Royal Oak, hizo labores de secretario honorario de la Asociación durante quince años. El último superviviente del Royal Oak, Arthur Smith, murió el 11 de diciembre de 2016. Era un adolescente de 17 años, de primera clase, y estaba de guardia en el puente cuando el buque fue atacado; saltó al agua mientras el barco se hundía y nadó en dirección contraria hasta que un bote lo recogió y lo transfirió al Daisy 2.

## Naufragio

### Cementerio de guerra

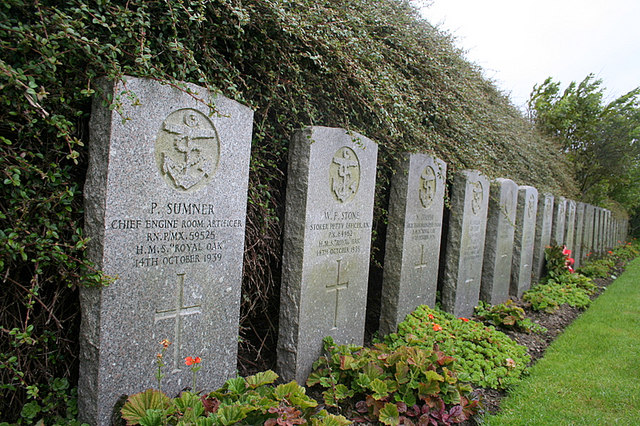
Lápidas de algunos de los más de ochocientos marineros muertos en el hundimiento del Royal Oak. Isla de Hoy, Orcadas.

A pesar de la relativa poca profundidad de las aguas en que fue torpedeado el Royal Oak, una buena parte de los cuerpos de los tripulantes no pudo ser recuperada. Marcado por una boya en las coordenadas 58°55′N 02°59′O / 58.917, -2.983, el naufragio ha sido declarado cementerio de guerra y todo el buceo prohibido por la Ley de Protección de Restos Militares de 1986. En condiciones de agua clara, el casco puede verse a solo cinco metros bajo la superficie, aunque las letras que identificaban el nombre del acorazado fueron sustraídas por un submarinista que las quería como recuerdo en los años 70 del siglo XX. Estas fueron devueltas dos décadas después y hoy se exhiben en el centro de visitantes de Scapa Flow sito en Lyness, en la isla Hoy. El hundimiento del Royal Oak es recordado todos los años en una ceremonia en la que varios buzos de la Marina Real colocan su enseña en la popa del barco. En la Catedral de San Magnus de Kirkwall se encuentra una placa conmemorativa de todos los que perdieron la vida en el ataque, y bajo ella está un libro con la lista de sus nombres. Las identidades de todos los fallecidos no fueron hechas públicas por el gobierno hasta cuarenta años después del desastre. Cada semana, se pasa una página del libro. Una campana del acorazado fue recuperada en los años 70, y tras ser restaurada, se añadió al memorial en la catedral. Algunos cadáveres, que no pudieron ser identificados, fueron enterrados en el cementerio naval de Lyness.

### Peligro medioambiental
El Royal Oak se hundió con alrededor de 3000 t de combustible a bordo, aunque la cantidad exacta se desconoce, pues los registros se hundieron con él. El aceite que siempre se ha escapado del pecio aumentó en la década de 1990 debido al efecto de la corrosión, y la preocupación por el impacto ambiental de estos escapes llevó al Ministerio de Defensa del Reino Unido a considerar planes para extraerlo. La condición de cementerio de guerra del acorazado requiere la realización de encuestas, y las técnicas propuestas para la extracción del combustible deben ser cuidadosamente manejadas. En la década de 1950 ya se propuso reflotar el pecio, pero no se llevó a cabo por la oposición pública. Además de las preocupaciones éticas, una mala gestión de los intentos podría dañar el pecio y liberar todo el combustible que contiene, y esto sin olvidar la enorme cantidad de municiones sin detonar que se encuentran en su interior.

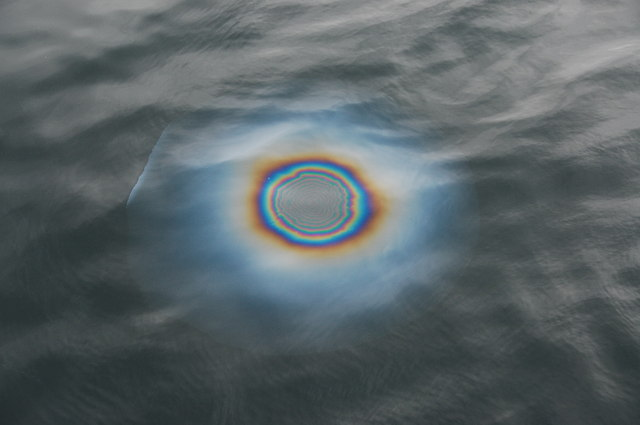
Resto de combustible sobre el lugar en que está hundido el Royal Oak.

El Ministerio de Defensa británico encargó una serie de rastreos con sonar multihaz para obtener imágenes del pecio y evaluar su estado. Los sonogramas de alta resolución mostraron al Royal Oak volteado, con su cubierta contra el lecho marino. El extremo de su proa había sido arrancado por uno de los primeros torpedos del U 47 y un enorme agujero en su flanco de estribor es el resultado de la certera segunda salva del submarino. Tras varios años de retrasos, Briggs Marine fue contratada por el Ministerio de Defensa para llevar a cabo el bombeo del combustible restante. La conversión para el empleo de combustible que se llevó a cabo durante la construcción del acorazado situó sus tanques de combustible en posiciones poco convencionales, cosa que complicó las operaciones. Sin embargo, en 2006 los depósitos del doble fondo habían sido limpiados y la tarea de retirar el aceite de los tanques laterales interiores con la ayuda de equipos de corte frío comenzó el año siguiente. Para 2010 se habían extraído 1600 toneladas de combustible y se declaró que ya no había más peligro de que el pecio vertiera más de éste dentro de Scapa Flow, pero las operaciones continúan lentamente para extraer el aceite que aún queda almacenado.